# Orthophytum rubrum
Orthophytum rubrum är en gräsväxtart som beskrevs av Lyman Bradford Smith. Orthophytum rubrum ingår i släktet Orthophytum och familjen Bromeliaceae. Inga underarter finns listade i Catalogue of Life.